# Riserva naturale regionale Grotte di Luppa
La riserva naturale regionale Grotte di Luppa è un'area naturale protetta situata nel comune di Sante Marie, in provincia dell'Aquila. La riserva occupa circa 435 ettari ed è stata istituita nel 2005. La riserva prende il nome dalla valle di Luppa, località situata al confine dei comuni marsicani di Sante Marie e Carsoli.

## Descrizione
(Ezio Burri)

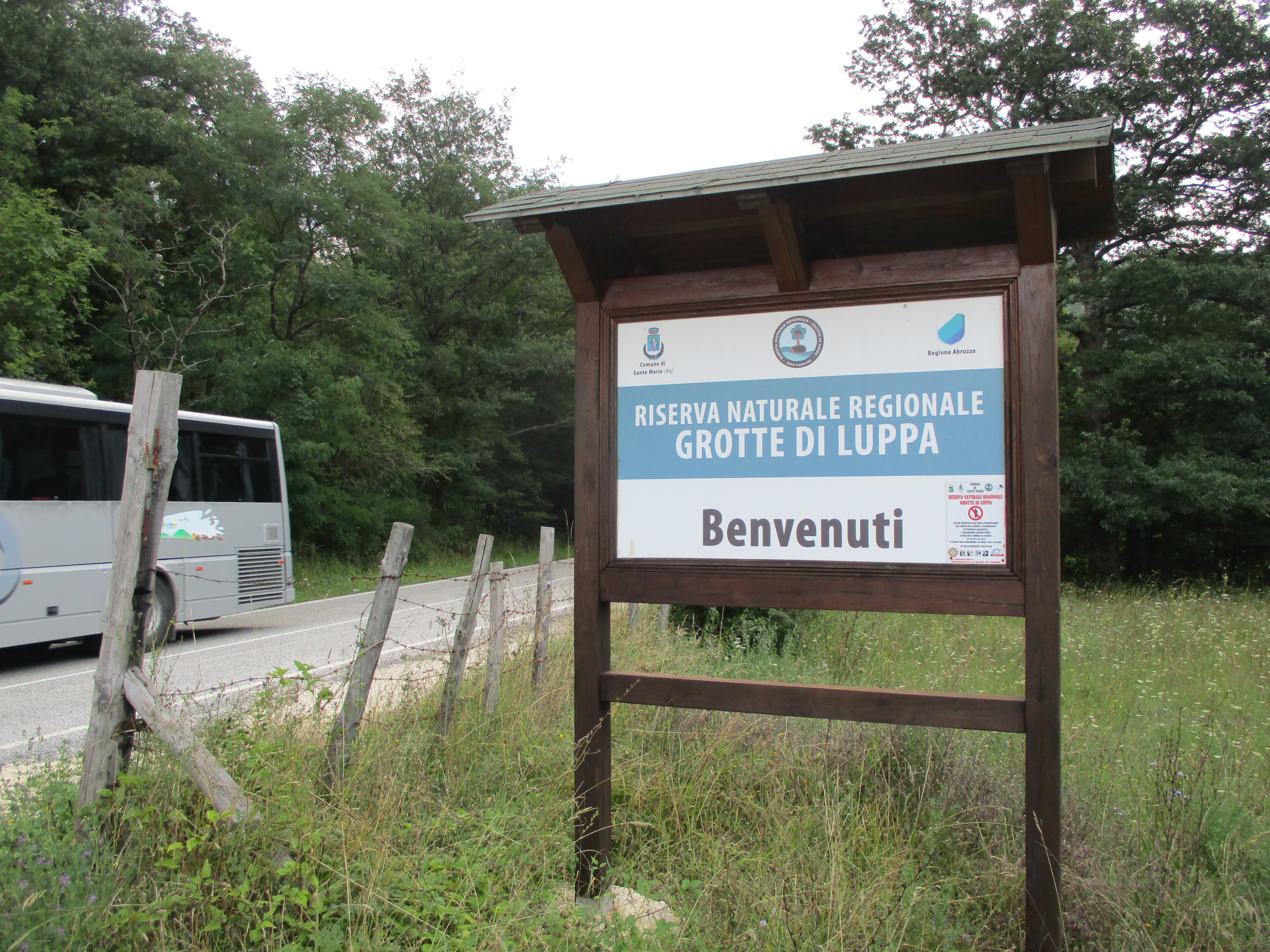
Il portale di benvenuto

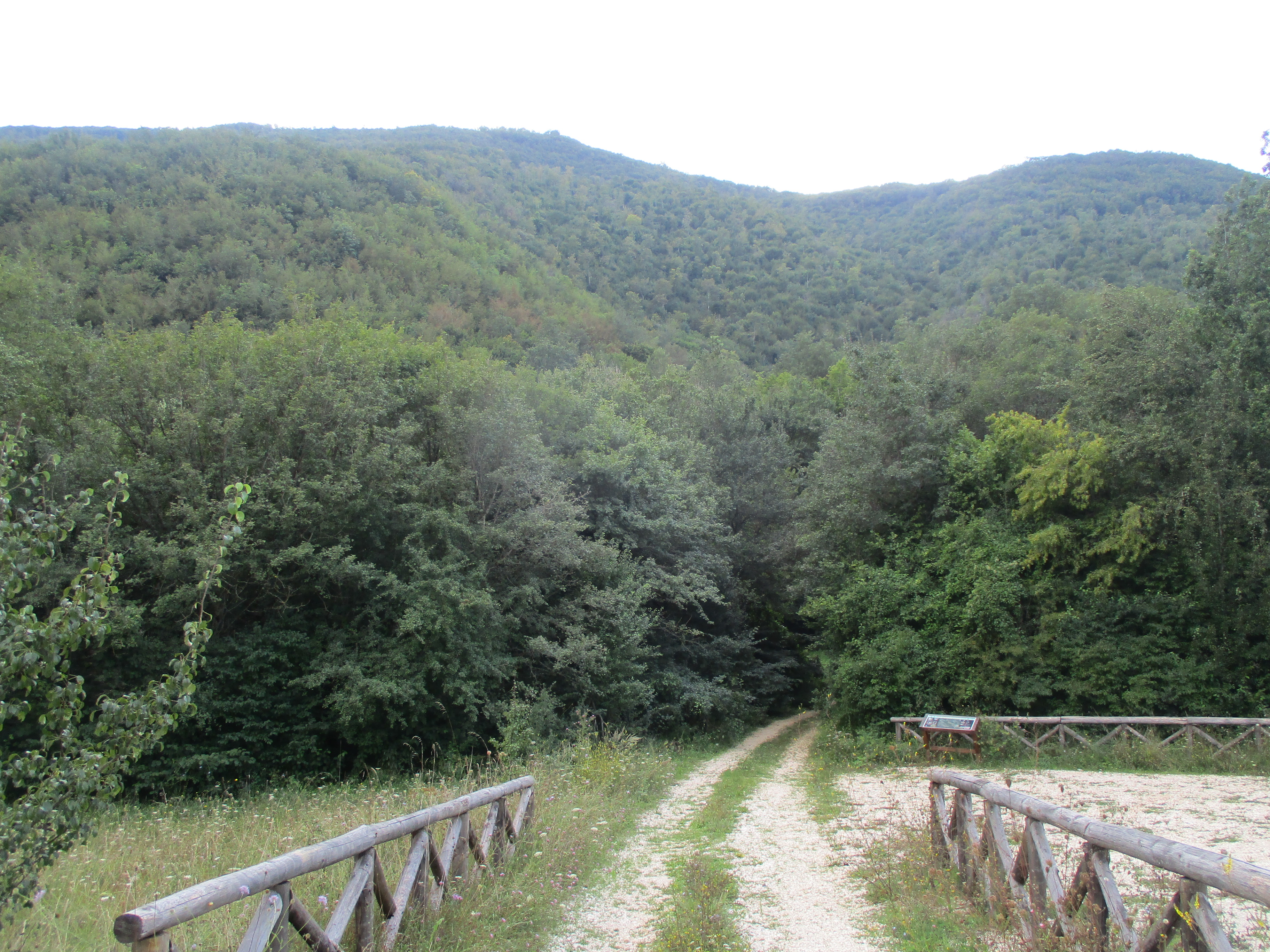
Il sentiero principale

Nel territorio della riserva naturale controllata ricade l'inghiottitoio della Val di Luppa immerso tra i castagneti di cui è ricco il territorio dei monti Carseolani, situati al confine dell'Abruzzo con il Lazio. I confini sono rappresentati dal tracciato della via variante (denominata "quater") della strada statale 5 Via Tiburtina Valeria e dalle località di Valle Malifracia e Fonte Meschino e dai rilievi di Colle delle Pagliare (1206 m s.l.m.), Monte Puzzillo (1046 m s.l.m.) e Pietra Pizzuta (1264 m s.l.m.). Il sentiero principale, lungo circa cinque chilometri con un dislivello pari a 200 metri, collega i due ingressi principali della riserva situati sulla via variante della Tiburtina Valeria, tra i centri di Sante Marie e Castelvecchio. Esso conduce all'inghiottitoio di Luppa, al bosco di Luppa, alla falesia di Pietra Pizzuta, alla grotta del Tesoro, alla Fonte della Rocca, alla Fonte Lattéro e alle chiese di San Quirico e degli Alpini nella parte alta dell'abitato di Sante Marie. Non distante dall'area protetta della valle di Luppa si estende la riserva naturale speciale delle Grotte di Pietrasecca situata nel comune limitrofo di Carsoli, mentre in territorio laziale si trovano le grotte di Val de' Varri.

### Grotte di Luppa
Nel bosco di Luppa, a nord del monte Guardia d'Orlando, si apre a circa 1315 m s.l.m. l'inghiottitoio di Luppa, una grotta attraversata da un torrente sotterraneo e circondata da una vegetazione ubertosa.
L'origine del nome dell'inghiottitoio non è chiara, potrebbe essere collegata al nome dialettale dell'upupa o del lupo, al termine latino "lapis" (ovvero "pietra"), oppure a "scyphus" ("scifo", "vaso"). Di certo il toponimo "Uppa" o "Ippam" risulta citato in alcuni documenti ecclesiastici risalenti tra l'XI e il XII secolo e successivamente nelle opere Historiae Marsorum di Muzio Febonio, Memorie Istoriche delle tre Provincie d'Abruzzo di Anton Ludovico Antinori e in una carta della diocesi dei Marsi del 1735 di Diego (Didacus) de Revillas, in cui nell'area denominata Luppa appariva chiara una consistente circolazione idrica sotterranea. L'ingresso della cavità fu scoperto alla fine del 1800 da due escursionisti, Giovanni Voltan e Carlo Ignazio Gavini, molto attivi nella Marsica.
Tuttavia le esplorazioni dell'area ebbero inizio soltanto alla fine degli anni venti del secolo successivo grazie al circolo speleologico romano guidato dal Carlo Franchetti. Furono esplorati inizialmente 400 metri, mentre negli anni successivi si arrivò ad avere una descrizione topografica di almeno 2000 metri.

## Ambiente

### Flora
Il paesaggio vegetale è caratterizzato dalla presenza di castagneti, faggete e orno-ostrieti. Oltre alla distribuzione preponderante di Castanea sativa e Fagus sylvatica nel territorio si trova anche l'Acer pseudoplatanus e il Corylus avellana.

### Fauna
- Avifauna: upupe, poiane, ghiandaie, gazze, gheppi, allocchi, civette, picchi, merli, fringuelli.
- Mammiferi: lupi, volpi, faine, martore, lepri, scoiattoli, tassi, istrici e ricci.